# Andrei Mureșanu-szobor (Beszterce)
A besztercei Andrei Mureșanu-szobor műemlékké nyilvánított szobor Romániában, Beszterce-Naszód megyében. A romániai műemlékek jegyzékében a BN-III-m-A-01732 sorszámon szerepel.